# Tylototriton liuyangensis
Tylototriton liuyangensis é uma espécie de anfíbio gimnofiono da família Salamandridae. Está presente na China. A UICN classificou-a como vulnerável.